# Bad Oldesloe
Bad Oldesloe település Németországban, Schleswig-Holstein tartományban. Lakosainak száma 25 104 fő (2023. december 31.).

## Népesség
A település népességének változása:
| Lakosok száma | 19 640 | 24 938 | 24 964 | 24 744 | 24 744 | 24 841 | 24 935 | 25 104 |
|               | 1975   | 2015   | 2017   | 2018   | 2019   | 2021   | 2022   | 2023   |